# Molbergen
Molbergen is een gemeente in de Duitse deelstaat Nedersaksen. De gemeente maakt deel uit van het Landkreis Cloppenburg.
Molbergen telt 9.076 inwoners.

## Plaatsen in de gemeente Molbergen
Tussen haakjes het aantal inwoners per 1 januari 2020.
- Dwergte, 4 km ten N (noorden) van Molbergen, bij het natuurgebied Thülsfelder Stausee (619).
- Ermke, 2½ km ten ZW van Molbergen (785)
- Grönheim, 4½ km ten W van Molbergen (171)
- Molbergen (hoofdplaats; 5.952)
- Peheim, 6½ km ten W van Molbergen (1.228)
- Resthausen, 5 km ten NO van Molbergen (236)
- Stalförden, 3 km ten O van Molbergen (130).

Het aantal inwoners is in totaal 9.119, incl. tweede-woningbezitters. Bron: Website van de gemeente Molbergen.

## Ligging, verkeer, vervoer
De gemeente ligt in een toeristisch aantrekkelijk landschap, dat bestaat uit afwisselend hoogveen en hoger gelegen zandgronden, die veelal met productiebos (dennenbos) begroeid zijn. Door de gemeente stroomt het (niet voor de scheepvaart bruikbare) riviertje de Soeste, een zijrivier van de Jümme. 

### Buurgemeentes
- Lindern, vanuit het dorp Molbergen circa 12 km westwaarts
- Cloppenburg, 9-11 km oostwaarts
- Lastrup, 10 km zuidwestwaarts
- Friesoythe, 24 km noordwaarts
- Garrel, 14 km noordoostwaarts

### Belangrijke verkeerswegen
- De Bundesstraße 213, die komt tot 5 km ten zuiden van het dorp Molbergen
- De Bundesstraße 72, die komt tot 2 km ten noordoosten van Resthausen en 7 km ten noordoosten van het dorp Molbergen
- De Bundesstraße 68, die op 9 km ten zuidoosten van Molbergen aftakt van de B 213

### Openbaar vervoer
Het station Cloppenburg is de dichtstbijzijnde locatie, waar passagierstreinen stoppen. Vanuit het dorp Molbergen is dit ongeveer 10 km fietsen.
Openbaar vervoer is verder beperkt tot enige scholierenbusdiensten van en naar omliggende grotere plaatsen. Via de (niet-commerciële) Duitse website www.moobilplus.de kan men plaatsen in (vooral in de weekeinden beperkt rijdende) taxi-, bel- en buurtbussen binnen de gemeente reserveren.

## Economie
De gemeente is gekenmerkt door agrarische bedrijven , alsmede midden- en kleinbedrijf, dat daarmee in verband staat, zoals veevoeder- en voedingsmiddelenfabricage, onderhoud van landbouwmachines, aannemersbedrijven enz., van overwegend lokaal en regionaal belang. 
Vanwege het vele natuurschoon in de omgeving is ook het toerisme van belang in Molbergen.
Bij het dorp Peheim staat een 220 m hoge radiozendmast (DAB+-signaal).

## Geschiedenis
Blijkens de aanwezigheid van een hunebed in de gemeente werd dit gebied in de Jonge Steentijd reeds bewoond door mensen van de Trechterbekercultuur (3200-2500 v.C.).
Het plaatsje Armike (Ermke) komt in een kloosterregister uit het jaar 947 voor en is daarmee het oudste dorp in de gemeente. In 1080 is er in een kerkelijk document sprake van "ecclesia malbergensis" , de kerk te Molbergen.
In 1400 verloor het Graafschap Tecklenburg het kerspel Molbergen aan het Prinsbisdom Münster, dat er tot 1803 aan de macht bleef. Gevolg was, dat de Reformatie van de 16e eeuw slechts een beperkt en tijdelijk effect had; de grote meerderheid van de christenen in de gemeente is tot op de huidige dag rooms-katholiek.
De storm van 13 november 1972 deed ook bij Dwergte een groot dennenbos in zijn geheel omwaaien. Er is daarna ander, soortenrijker bos teruggeplant. In 1974 kreeg de gemeente Molbergen haar huidige omvang: bij de gemeentelijke herindeling werden een aantal van de omliggende dorpen, tot dan toe zelfstandige gemeenten, bij Molbergen gevoegd.
Historische gebeurtenissen van meer dan plaatselijk belang hebben zich in de gemeente verder niet afgespeeld.

## Bezienswaardigheden, natuurschoon, recreatie
- Dwergte heeft sedert 2015 een Nederlands vakantiehuisjespark aan de zuidrand van het natuurgebied Thülsfelder Stausee, zie Garrel. Dit afwisselende bos-, beekdal- en hoogveenreservaat ligt grotendeels in de aangrenzende gemeentes Garrel, Bösel en Friesoythe. Dit gebied trekt toeristen tot uit de streken voorbij Oldenburg, Bremen, Osnabrück en Emden.
- Het natuurgebied Molberger Dose ten westen van Molbergen is een vochtig, door hogere zandruggen omringd hoogveenreservaat. Er is een 2,5 km lang wandelpad met informatiepanelen aanwezig.
- Het dal van het riviertje de Soeste (waar een langeafstandswandelroute doorheen loopt) is op veel plaatsen fraai; er komen zeldzame vogelsoorten voor. Op het riviertje is de kanovaarsport mogelijk.
- De omgeving van de gemeente bezit fraai natuurschoon; in oostelijke richting het Naturpark Wildeshauser Geest, en in westelijke richting de aan hunebedden rijke heuvelrug Hümmling. Ook het dal van de beek Marka ten westen van Peheim biedt hier en daar fraaie natuur.
- Circa 10 km ten oosten van het dorp Molbergen ligt in het stadje Cloppenburg het openluchtmuseum Museumsdorf Cloppenburg.
- Het hunebed Teufelssteine (Molbergen) ten noorden van het dorp Peheim, niet ver van de beek Marka, is gebouwd tussen 3500 en 2800 v.Chr. en wordt toegeschreven aan de Trechterbekercultuur. Het is bekend onder Sprockhoff Nr. 959 en vormt een onderdeel van de Straße der Megalithkultur.
- Landgoed en uitspanning Stedingsmühlen aan de Soeste, 1½ km ten NO van het dorp Molbergen
- Voor kleine kinderen bevindt zich sinds 2005 in het dorp het overdekte zgn. Molli Bär Spielpark  (4000 m²).

## Afbeeldingen

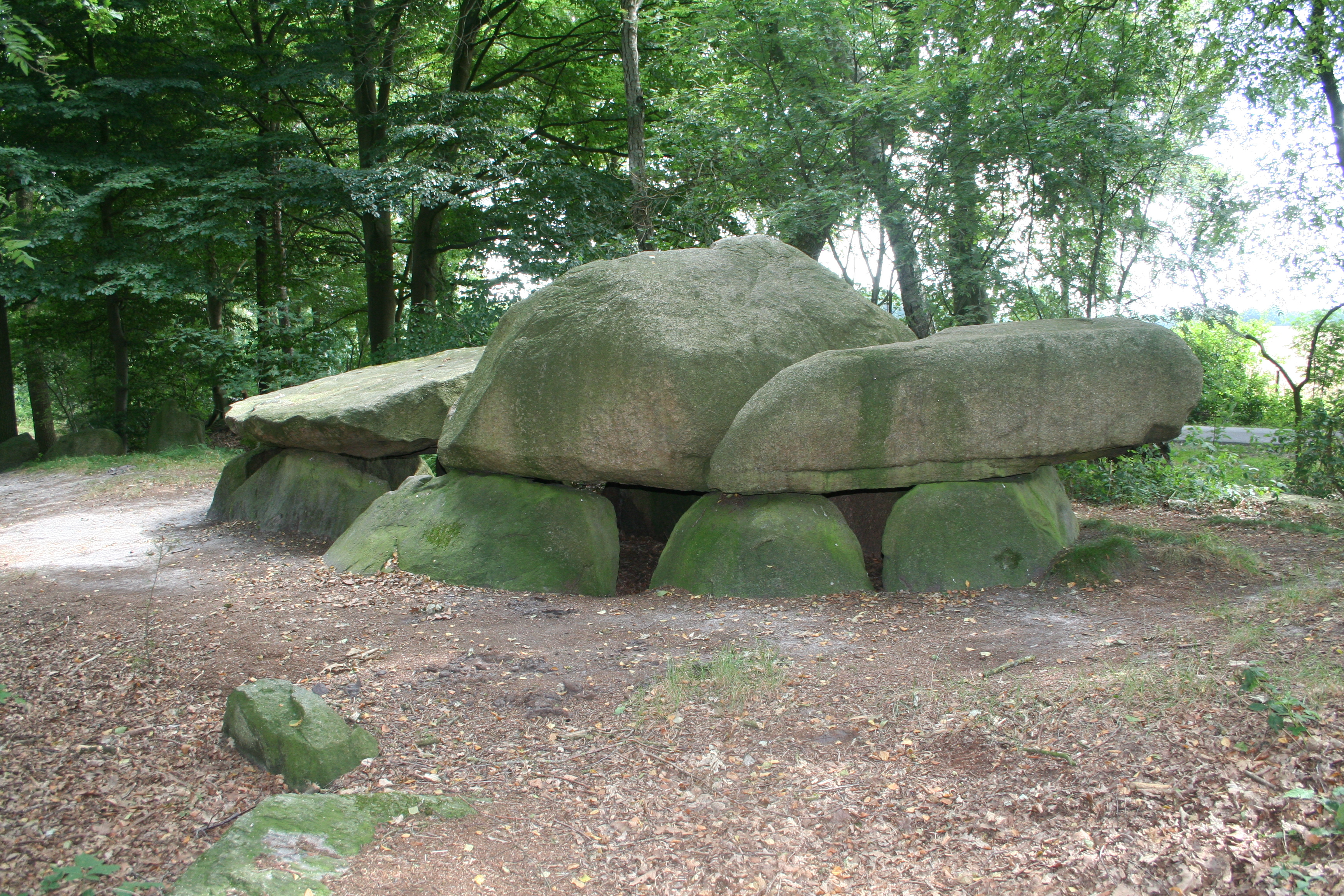
Hunebed Teufelssteine Molbergen nabij Peheim
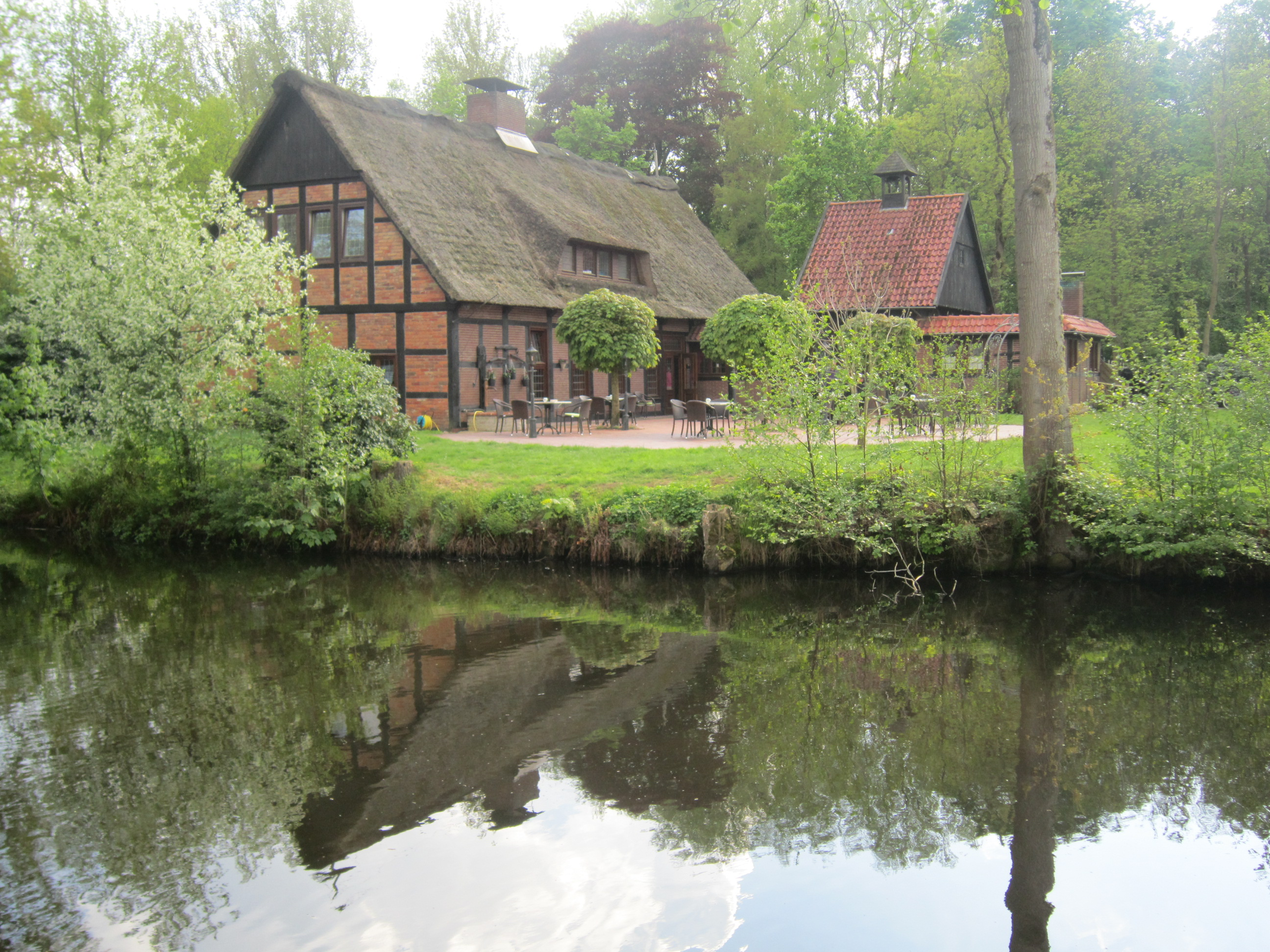
Stedingsmühlen
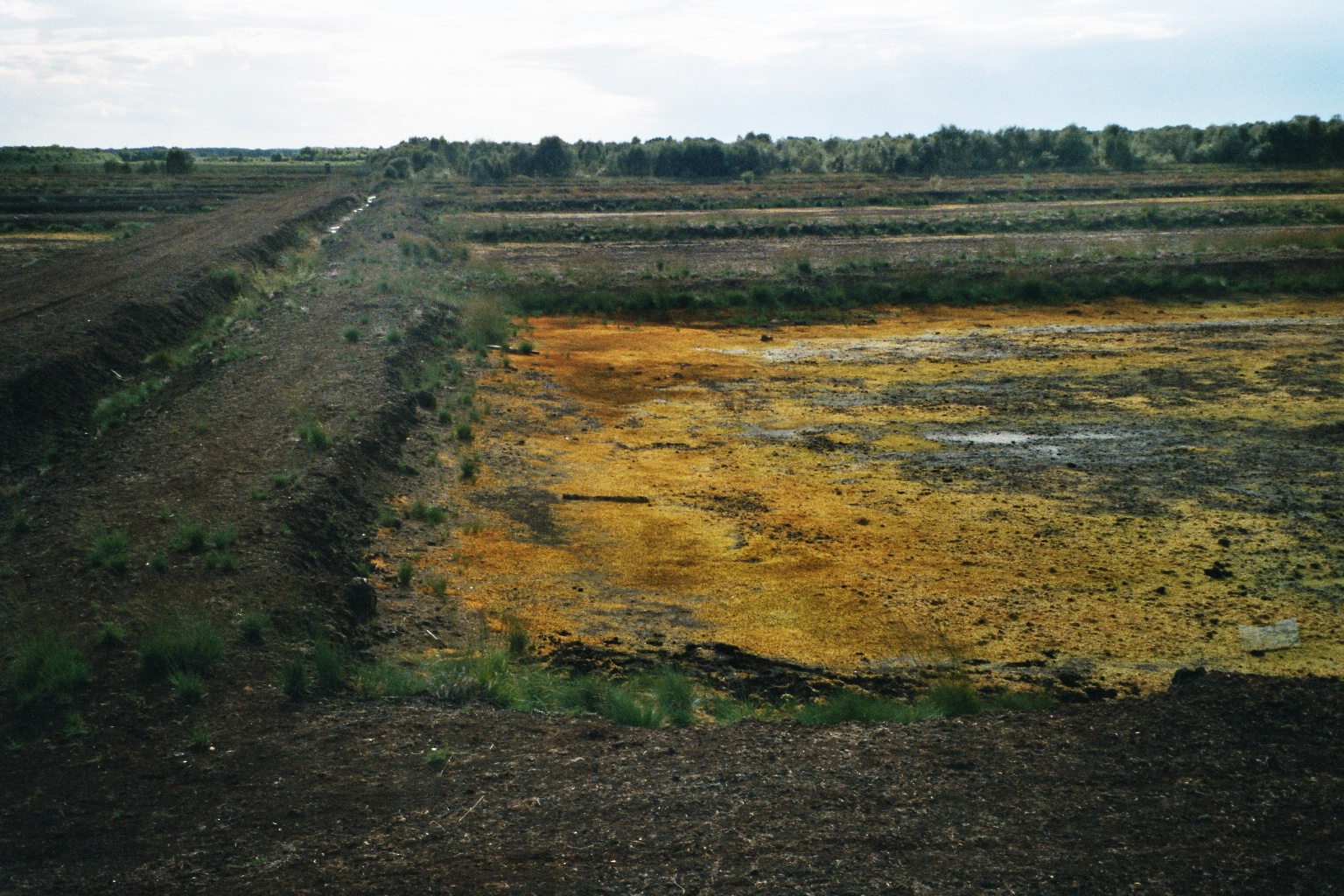
In het veengebied Molberger Dose
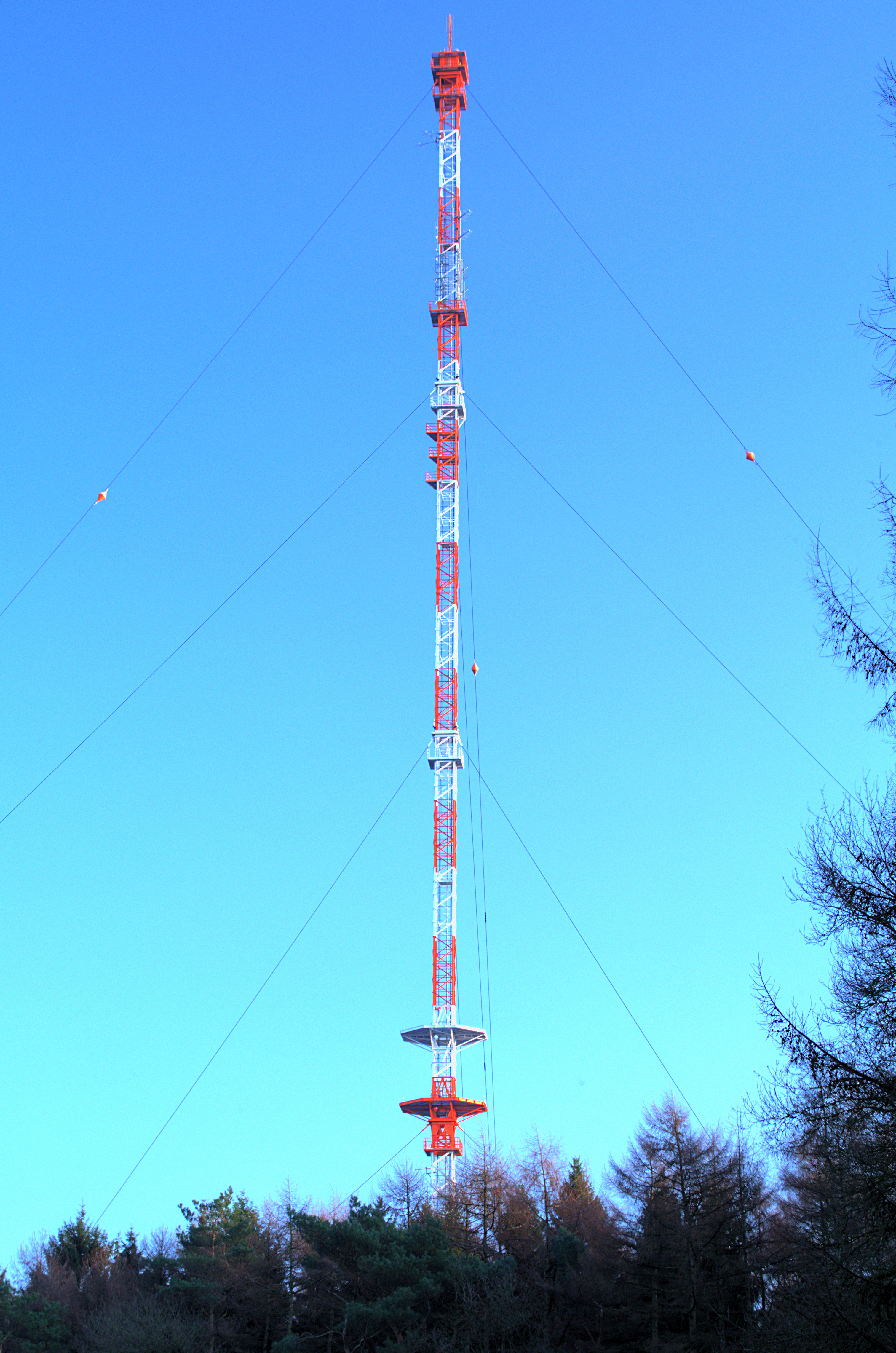
De 220 m hoge radiozendmast Peheim
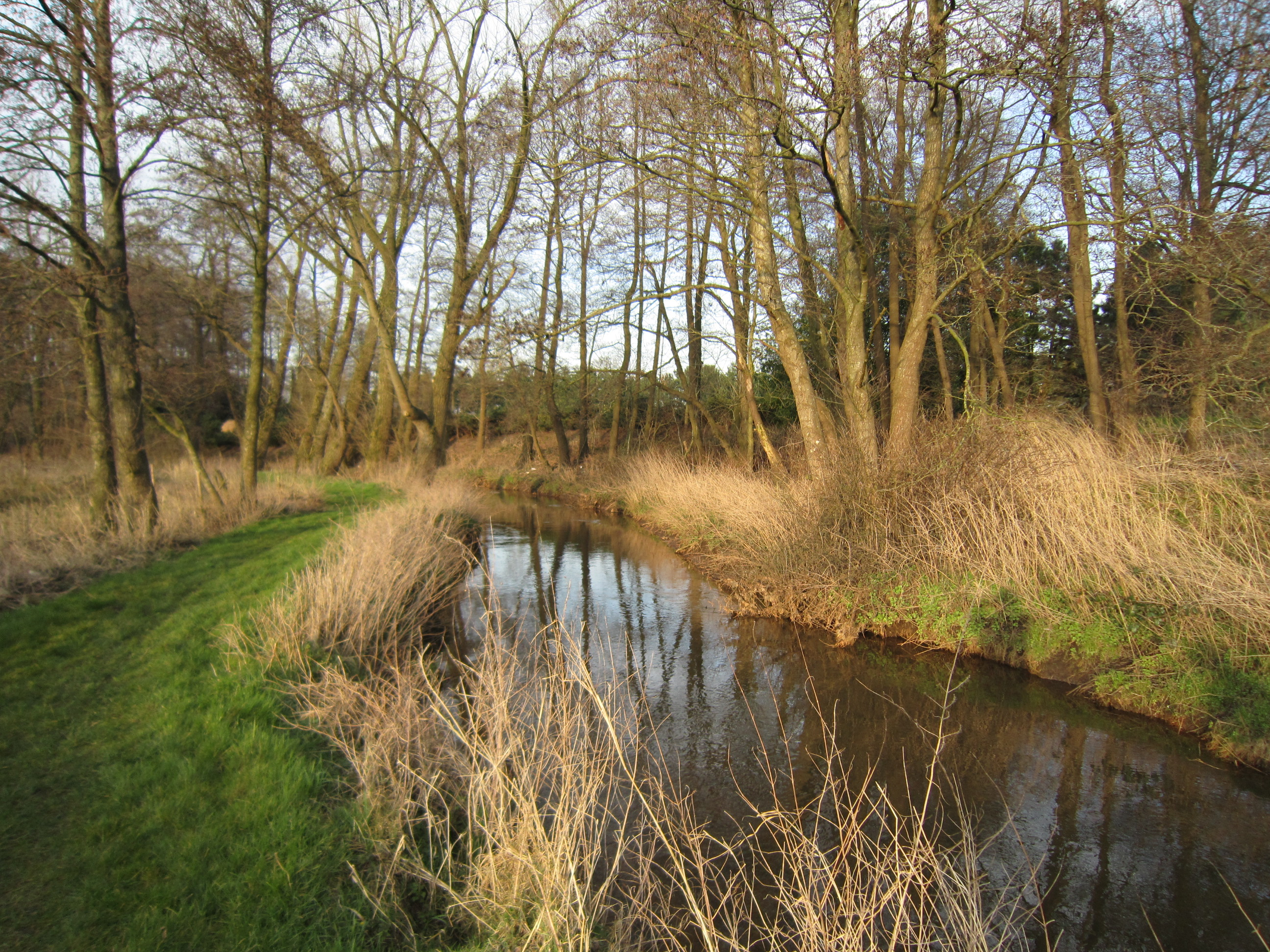
De Soeste bij Stedingsmühlen

## Belangrijke personen in relatie tot de gemeente

### Geboren
- Wilke Steding (* rond 1500; † 1570 op landgoed Stedingsmühlen bij Molbergen), aanvoerder van het grotendeels uit huurlingen bestaande leger van het Prinsbisdom Münster, dat in 1535 de Anabaptistische opstand in Münster neersloeg
- Johann Theodor Peek (* 2 mei 1845 in Grönheim; † 1907 in Wassenaar), ondernemer, oprichter van het kledingconcern Peek & Cloppenburg

- Gemeinsame Normdatei: 4660500-9
- Virtual International Authority File: 245418339
- WorldCat: E39PBJvCQwvtgGV4YyPYCgjpyd

Barßel · Bösel · Cappeln · Cloppenburg · Emstek · Essen · Friesoythe · Garrel · Lastrup · Lindern · Löningen · Molbergen · Saterland